# Oudste bewoners van Amerika

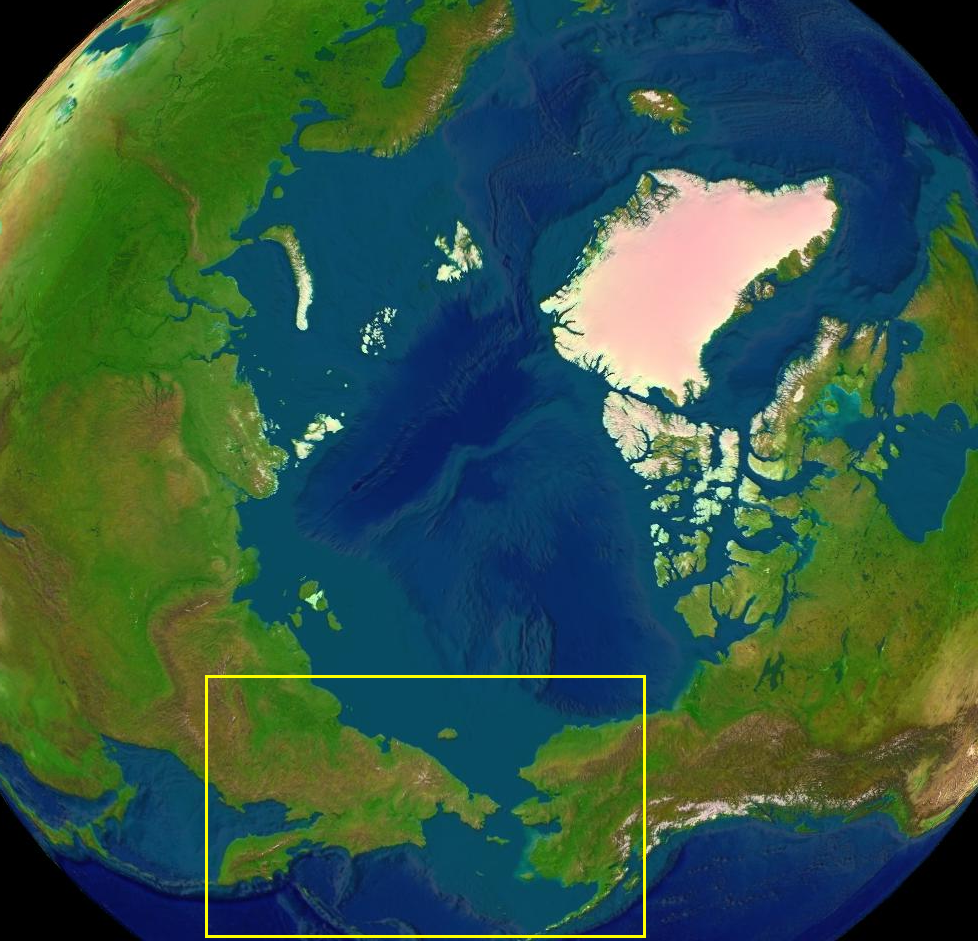
Veel theorieën gaan ervan uit dat indianen via de Beringstraat in Amerika terecht zijn gekomen

Kaart van vroege menselijke migraties gebaseerd op de Out of Africa theorie; getallen zijn in duizend jaar terug (kya)

Al sinds de ontdekking van Amerika door Europeanen heeft men zich afgevraagd wanneer de oudste bewoners van Amerika zich op het continent gevestigd hebben, en vanwaar zij afkomstig waren.
De eerste inwoners van Amerika worden ook wel paleo-indianen genoemd. De datum van de eerste vestiging is nog steeds omstreden. Dateringen van archeologische vondsten gaan in ieder geval terug tot omstreeks 15.000 v.Chr..
Genetisch onderzoek toont aan dat er ten minste vier of vijf verschillende immigraties vanuit Siberië plaatsgevonden hebben.

## Archeologie
De vroegste periode van menselijke bewoning in de Amerika's wordt lithische periode (Engels: Lithic stage) genoemd. Ze duurde van het Laat Pleistoceen tot omstreeks 8000 v.Chr., en wordt onderverdeeld in de Pre-Clovis en Clovisperiode.

### Clovis
In de 19e eeuw werd voor het eerst wetenschappelijk onderzoek gedaan naar de oorsprong van de indianen. Archeologisch onderzoek maakte duidelijk dat Amerika al ver voor 500 v.Chr. bewoond werd. De Tsjechische Amerikaan Aleš Hrdlička was in het begin van de 20e eeuw een van de eersten die veronderstelde dat de indianen via de Beringstraat naar Amerika waren getrokken. Desalniettemin was Hrdlička van mening dat de menselijke bewoning in Amerika niet ouder kon zijn dan een paar duizend jaar. In 1876 had medicus en amateurarcheoloog Charles Abbott in Delaware al werktuigen aangetroffen waarvan hij de ouderdom op 10.000 jaar schatte. Deze vondsten werden aanvankelijk door Hrdlička en zijn medestanders verworpen.

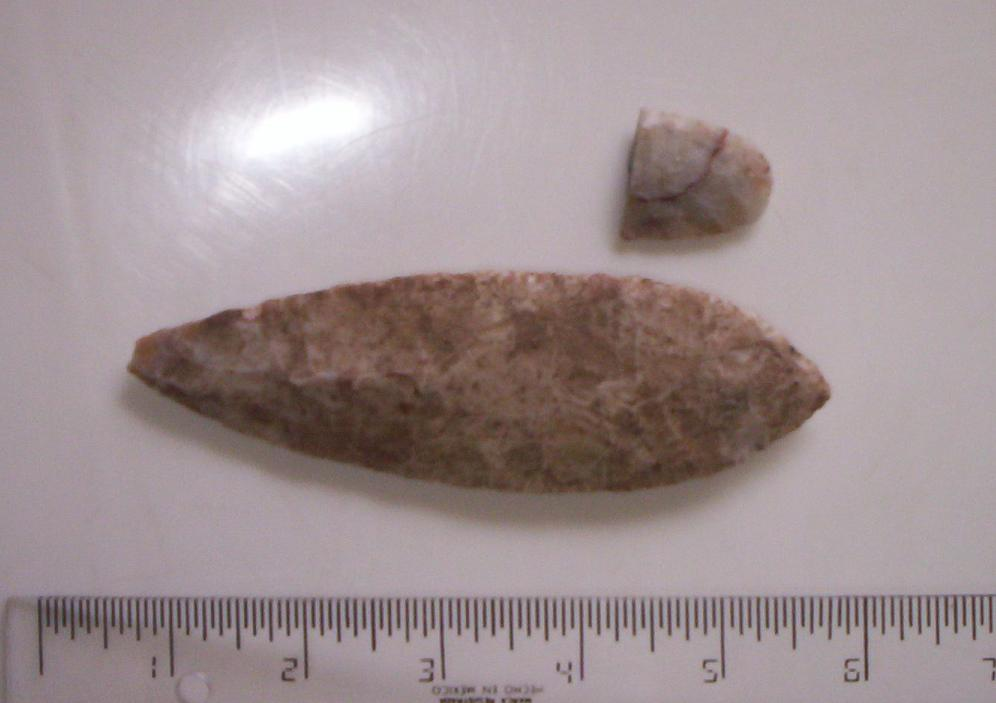
Pijlpunt van de Cloviscultuur uit Nicaragua

Ontdekkingen in Folsom in 1908 en Clovis in 1932 maakten duidelijk dat de ouderdom van de menselijke bewoning in Amerika dichter bij Abbotts dan bij Hrdlička's veronderstellingen paste. Met de uitvinding van de radiokoolstofdatering werd duidelijk dat de pijlpunten die in Clovis waren ontdekt 12.900 tot 13.500 jaar geleden vervaardigd waren. Artefacten met een vergelijkbaar uiterlijk en vervaardigingswijze waren op andere plekken in het Amerikaanse continent aangetroffen, en deze cultuur werd de Cloviscultuur genoemd. Tegelijkertijd toonde onderzoek van Vance Haynes uit 1967 aan dat in de tijd direct voorafgaand aan de Cloviscultuur Amerika en Azië nog via de Beringlandbrug verbonden waren, terwijl het ijsveld dat het westen van Canada tijdens de IJstijd bedekte uiteen was geweken, waardoor het mogelijk was naar het zuiden van het continent te trekken. 
De Canadese paleontoloog Paul Martin publiceerde in 1970 de theorie van de overkill. Deze theorie stelde dat kort na het ontstaan van de Cloviscultuur vele grote diersoorten uitstierven, vermoedelijk veroorzaakt door overbejaging na de komst van de paleo-indianen. Na deze ontdekkingen werd de Clovistheorie de algemeen geaccepteerde theorie onder antropologen en historici.
Recent onderzoek trok echter de vermeende opening in de Laurentide-ijskap van 12.000 jaar geleden in twijfel, wat betekent dat er dus geen vrije passage over land mogelijk was. Ook werden er vraagtekens gesteld bij de theorie van de overkill, en zouden de meeste grote dieren al eerder dan werd aangenomen zijn uitgestorven.
In 1974 werd het skelet van de Luzia vrouw gevonden in een grot in Brazilië, 11.500 jaar oud, met gezichtskenmerken die overeenkomen met die van Aboriginals van Australië of Negrito's en niet met de Siberische, Mongoolse voorouders van Noord-Amerikaanse indianen. Uit DNA-sequencing kwam in 2018 naar voren dat Luzia, genetisch gezien, toch volkomen 'Amerindiaans' is en niet van Australo-Melanesische oorsprong.

### Pre-Clovis

Kaart van Amerika die sites voor de Cloviscultuur toont.

Recent zijn er verschillende archeologische locaties gevonden van oudere datum dan de Clovisvondsten. Onder andere in Topper in de Verenigde Staten, Pedra Furada in Brazilië en Tlacapoya in Mexico zijn opgravingen gedaan waarvan vermoed wordt dat ze veel ouder zijn dan Clovis. Deze drie voorbeelden zijn omstreden, maar in 1997 werd duidelijk dat in Monte Verde in Chili een opgraving is gedaan die ontegenzeggelijk ouder was dan Clovis, en wel zo'n 1000 jaar. In Florida zijn stenen gebruiksvoorwerpen ontdekt van 14.550 jaar geleden, lang voor Clovis. Er zijn sporen van bewerkingen met stenen werktuigen op mastodonten beenderen.
In Colombia zijn duizenden rotstekeningen waaronder diersoorten worden afgebeeld die al minstens 12.500 jaar geleden zijn uitgestorven. 
Het vroege voorkomen (vóór er een landverbinding tussen Siberië en Alaska bestond) wijst op een vroege kolonisatie van de Amerika's via de kust. 
Sinds de Clovistheorie goeddeels uit de gratie is ligt de wetenschappelijke discussie weer open, en zijn er verschillende theorieën die met elkaar wedijveren. De meeste theorieën gaan uit van een ouderdom van 13.000 tot 40.000 jaar. Verschillende DNA-onderzoeken lijken te suggereren dat indianen een gemeenschappelijke voorgeschiedenis hebben van 22.000 tot 34.000 jaar, een marge die overeen lijkt te komen met een ouderdom die gesuggereerd wordt door de taalkundige verscheidenheid van de Amerikaanse indianen. De oudste archeologische vondsten die door sommige serieuze archeologen worden geaccepteerd dateren van 50.000 jaar geleden. Hoewel er schrijvers zijn die beweren dat de oudste vondsten honderdduizenden jaren oud zijn, wordt dit door de wetenschappelijke gemeenschap niet geaccepteerd.
Volgens een van de populairste theorieën zou Amerika inderdaad gekoloniseerd zijn via de Beringstraat, maar dan met bootjes over zee. Dit lijkt gesteund te worden door veel van de oudste vindplaatsen die erop wijzen dat het dieet grotendeels uit vis bestond, en uit het feit dat de meeste oude vindplaatsen in het noorden van het continent liggen (hoewel Monte Verde juist helemaal in het zuiden ligt). Het grootste probleem van deze theorie is dat archeologische bewijzen geheel ontbreken en het, gezien de stijging van de zeespiegel sinds de ijstijd, ook niet waarschijnlijk is dat zulke bewijzen ooit worden gevonden.
In het White Sands National Park in de Amerikaanse staat New Mexico zijn 60 voetafdrukken van prehistorische mensen ontdekt, mogelijk het bewijs dat mensen veel eerder vanuit Azië naar Amerika zijn gekomen, dan eerder werd aangenomen. De conclusie van wetenschappers in Science (2021) is dat er tussen 23.000 en 21.000 jaar geleden al mensen in New Mexico rondliepen. Begin augustus 2022 werd opnieuw melding gedaan, ditmaal van 88 voetafdrukken, zogenoemde ghost tracks, in de woestijn van Utah, destijds in moerassig gebied, van mogelijk 12.000 jaar oud.
In juli 2022 werd door wetenschappers van de universiteit van Texas in Nieuw-Mexico een aantal mammoetbotten gevonden die tussen de 36.250 en 38.900 jaar oud zijn. De inkervingen in de botten en ook sedimenten in de directe omgeving van de botten die wijzen op een kookplaats, zijn volgens de Amerikaanse onderzoekers duidelijke aanwijzingen voor de aanwezigheid van een pre-Clovis cultuur in dit gebied.

### ArchaïscheHomo sapiensin Amerika?
De datering van stenen voorwerpen, die gebruikt werden bij de slachting van een mastodont van 130.000 jaar geleden, doet vermoeden dat mogelijk de archaïsche Homo sapiens aanwezig was in Amerika. Vermits er geen mensenbeenderen gevonden zijn kan niet vastgesteld worden welke mensensoort het betrof. Theoretisch zouden het denisovamensen of neanderthalers geweest kunnen zijn, maar van beiden is het niet bekend dat ze noordoostelijker dan het Altajgebied voorkwamen.
Klimatologisch gezien zou het mogelijk zijn: 130 duizend jaar geleden was er een warme periode waardoor mensen de Beringstraat konden oversteken. Het zou best kunnen dat een archaïsche menssoort in Amerika is uitgestorven voor de komst van de voorouders van de paleo-indianen.
Deze theorie is later ontkracht door Buzzfeed, het bleek dat de vermeende sporen op de botten van de mastodont door bulldozers veroorzaakt waren, die begin jaren 90 begonnen waren met de bouw van een snelweg.

## Genetisch onderzoek
Sinds het begin van de 21e eeuw heeft de vooruitgang in het DNA-onderzoek meer duidelijkheid gebracht in de afkomst van de huidige indiaanse volkeren. De soms onverwachte resultaten hebben echter de vraag wanneer en door wie het continent voor het eerst gekoloniseerd werd nog niet opgelost.

### Mitochondriaal DNA
Een van de eerste delen van het genoom dat werd onderzocht was het mitochondriaal DNA, dat uitsluitend langs de moederlijn wordt doorgegeven. Mitochondriale DNA-analyses toonden een sterk stichtereffect aan, waarbij een relatief klein aantal voorouders tot een groot aantal afstammelingen heeft geleid. Alle huidige inheemse Amerikaanse mitochondriale DNA-lijnen stammen van slechts vijf oorspronkelijke moederlijnen af, die bij de paleo-indianen allen naar schatting 18.000 tot 15.000 jaar BP een gemeenschappelijke voorouder hadden. Dit impliceert een populatieflessenhals rond deze tijd.
Een tweede bevinding op basis van mitochondriale DNA-gegevens was dat de stichtersgebeurtenis werd opgevolgd door een periode van duizenden jaren met weinig of geen gedeelde voorouders van niet-Indiaanse mitochondriale DNA-afstammingslijnen. Dit suggereert dat de basisbevolking van Noord- en Zuid-Amerika, gedurende de periode dat zij zich in een groot aantal subpopulaties over het continent verdeelde, geïsoleerd was van de Euraziatische bevolkingen.
Mitochondriaal DNA en het mannelijke Y-chromosomaal DNA omvatten echter slechts een klein deel van het menselijk DNA, en zijn sterk onderhevig aan genetische drift. Om een vollediger beeld te krijgen van de genetische samenstelling van een bevolking moet ook het autosomaal DNA onderzocht worden. Sinds het begin van het menselijkgenoomproject in 1990 zijn hierin grote vooruitgangen geboekt.

### Tweevoudige oorsprong van de paleo-indiaanse bevolking
Onderzoek sinds het begin van de 21e eeuw toonde aan dat de basis van alle inheemse volkeren van de Amerika's wordt gevormd door een oorspronkelijke Oud Paleo-Siberische populatie, ontstaan uit een vermenging van een archaïsche Oost-Aziatische bevolking en rond 38% van een uit Siberië afkomstig Oud Noord-Euraziatisch genoemd element, die 14 tot 15.000 jaar geleden via Beringië het continent binnentrok. Alle vroege menselijke resten, ook de oudst gevonden pre-Clovis-fossielen, tonen deze gemengde afkomst.
Naast deze kernbevolking zijn er zowel in Noord- als Zuid-Amerika nog andere elementen aangetoond.

#### Oud Noord-Euraziatische invloed
Een DNA-onderzoek van een skelet uit de Siberische Malta-Boeretcultuur van zo'n 24.000 jaar oud bracht sterke overeenkomsten van indianen aan het licht met voorouders uit Europa of West-Azië. De ontdekking deed suggereren dat de indianen naast een Oost-Aziatische afstamming voor circa een derde Europese of West-Aziatische wortels hebben.
Van deze Oud Noord-Euraziatische bevolking zou onder andere ook een belangrijk deel van de Paleo-Indoeuropeanen afstammen.

#### Populatie Y
Het meest opmerkelijk is de aanwezigheid van een kleine, maar statistisch relevante aanwezigheid van een afstammingslijn gerelateerd aan Melanesiërs, Australische Aborigines en Andamanezen. Onderzoekers noemden deze spookpopulatie Population Y, naar Ypykuéra, het Tupi-woord voor voorouder. Deze is alleen aangetoond bij volkeren van het Amazonebekken, wat betekent dat ze  mogelijk afkomstig is van een oudere migratie. 
Er zijn echter tot nu toe geen archeologische bewijzen en geen oud menselijk DNA gevonden die dit ondersteunen.

### Latere Oost-Aziatische invloed in Noord-Amerika
Anders dan bij de Midden- en Zuid-Amerikaanse indianen is bij de autochtone bevolking van Noord-Amerika duidelijk een latere invloed vanuit Azië te zien. Daarbij zijn ten minste twee migraties te onderscheiden. De eerste wordt geassocieerd met de Paleo-Eskimo's en de Na-Denévolkeren, de tweede met de voorouders van de huidige Eskimo-Aleoetische volkeren. De Na-Denévolkeren bezitten rond 10% van een latere Oost-Aziatische component, die mogelijk gelijk is aan die gevonden bij de Paleo-Eskimo's. Het oudere Paleo-Indiaanse element blijft echter overwegen. Uit DNA-onderzoek blijkt dan ook dat indiaanse stammen langs de Westkust van Canada nog grotendeels afstammen van de oorspronkelijke bewoners 10.000 jaar geleden.
De Eskimovolkeren tonen ook een Oost-Aziatische afkomst, die echter verschillend is van die van de Paleo-Eskimo's en Na-Dené. Daarbij bezitten ook de Eskimovolkeren nog bijna de helft Paleo-Indiaans DNA.

## Taalkundig onderzoek
De Amerikaanse taalkundige Joseph Greenberg poneerde op basis van taalkundige vergelijkingen de stelling dat indianen in drie golven naar Amerika zijn getrokken, overeenkomstig drie taalfamilies: de Eskimo's en Aleoeten zouden het recentst zijn, daarna de Na-Dené-volkeren (wat aansluit op de theorieën van Ethel Stewart), en de overige indianen, die hij Amerindiërs noemt, zouden het oudst zijn. 
Het idee dat de Eskimo's en Aleoeten later zijn gekomen (rond het begin van de jaartelling) wordt door de wetenschappelijke gemeenschap geaccepteerd, maar de andere twee golven worden niet algemeen geaccepteerd. Kritiek richt zich vooral op Greenbergs vergelijkende methode, critici wijzen erop dat veel overeenkomsten tussen Indiaanse talen waarschijnlijk toevallig zijn of door ontlening zijn ontstaan.
In 2008 werd op een congres van experts van de Jenisejische talen uit Siberië en de Na-Denétalen uit Noord-Amerika met vrij grote zekerheid vastgesteld dat beide families verwant zijn in de Dené-Jenisejische taalfamilie, hetgeen de hypothese van meerdere golven lijkt te bevestigen.

## Alternatieve theorieën

### Oude theorieën: Atlantiërs en Israëlieten
De eerste Europese kolonisatoren zaten met een probleem toen zij ontdekten dat Amerika bewoond was: dit volk werd namelijk niet genoemd in de Bijbel. De eerste theorieën waren dan ook vaak religieus en mythologisch van aard. 
Toen Columbus van zijn ontdekkingsreis indianen mee terugbracht naar Europa, leidde dat tot een belangrijke theologische kwestie. Voorheen dacht men immers dat alle mensen op aarde afstamden van de drie zonen van Noach: Sem (Aziaten), Cham (Afrikanen) en Jafet (Europeanen). Men kwam erachter dat Columbus niet een route naar Azië had ontdekt, maar een nieuw continent. Als de indianen niet van Noachs zonen afstamden, waar kwamen ze dan wel vandaan? In 1512 met het Vijfde Lateraans Concilie loste paus Julius II het probleem op: de indianen waren ook kinderen van Adam en Eva en dus menselijk; de voorouders van de indianen zouden afstammen van de Babyloniërs, verbannen uit de stad Babylon wegens de zondigheid in de dagen vóór Noachs' zondvloed. Ze trokken zó ver weg dat ze de vloed overleefden. De indiaan zou uit Azië afkomstig zijn. De theorie dat de vroegste Amerikanen migranten waren uit Mongolië en nabijgelegen gebieden in Siberië, werd het eerst gesuggereerd door de jezuïtische missionaris José de Acosta in 1589. Die theorie werd daarna in de vroege 19e eeuw uitgewerkt door Alexander von Humboldt.
Vaak werd wel verondersteld dat de indianen een van de verloren stammen van Israël waren, of de overlevenden van Atlantis. Daar de stammen van Israël in 721 v.Chr. Babylon hadden verlaten moest de komst van de indianen in Amerika in die tijd gezocht worden, of zeker niet later dan 500 v.Chr. 
Vaak hadden theorieën uit die tijd een sterk racistische component: de indianen zelf werden niet bekwaam genoeg geacht hoogstaande beschavingen als die van de Maya's te kunnen scheppen, die dan wel gesticht moesten zijn door westerse bezoekers. Dit is een component die in sommige pseudowetenschappelijke theorieën over de oorsprong van de indianen nog steeds niet geheel is verdwenen. De Mormonen geloven nog steeds dat indianen afstammelingen zijn van de Israëlieten. Meer idealistisch ingestelde onderzoekers meenden zelfs dat de indianen de zondeval niet hadden meegemaakt (de eerste indianen die Columbus ontmoette waren namelijk naakt) en daarom rechtstreeks uit het Paradijs afkomstig waren.

### Europa
Volgens de archeologen Dennis Stanford en Bruce Bradley zijn de eerste indianen vanuit Europa met boten (waarschijnlijk de rand van de ijskap volgend) naar Amerika gekomen. Zij baseren hun theorie grotendeels op de overeenkomsten tussen de Cloviscultuur (vanaf ca. 11.000 v.Chr.) en de Solutréencultuur (tot ca. 14.000 v.Chr.) uit de Europese prehistorie.

### Polynesië
Wijzend op de buitengewone zeevaartkunsten van de Polynesiërs hebben sommige theoretici verondersteld dat Amerika vanuit Oceanië is gekoloniseerd. De schedelvormen van de oudste indianen lijken een overeenkomst met Polynesiërs, Melanesiërs of misschien zelfs Aboriginals te hebben.
Grootste probleem van deze theorie is dat de chronologie lastig te rijmen is: de meest oostelijke eilanden van de Grote Oceaan zijn pas na het begin van de jaartelling door Polynesiërs gekoloniseerd, duizenden jaren na de eerste bewijzen van bewoning in Amerika. Sommigen proberen dit argument te ondervangen door te wijzen op de mogelijkheid dat de eerste indianen via Antarctica naar Amerika zijn gereisd. Verder worden schedelmetingen over het algemeen niet meer als wetenschappelijk verantwoord gezien. Recent poneerden enkele onderzoekers de stelling dat de kip vanuit Polynesië in Amerika is gearriveerd, vóór Columbus. Lang voor deze tijd waren er echter al menselijke bewoners van Zuid-Amerika.

### Heyerdahl

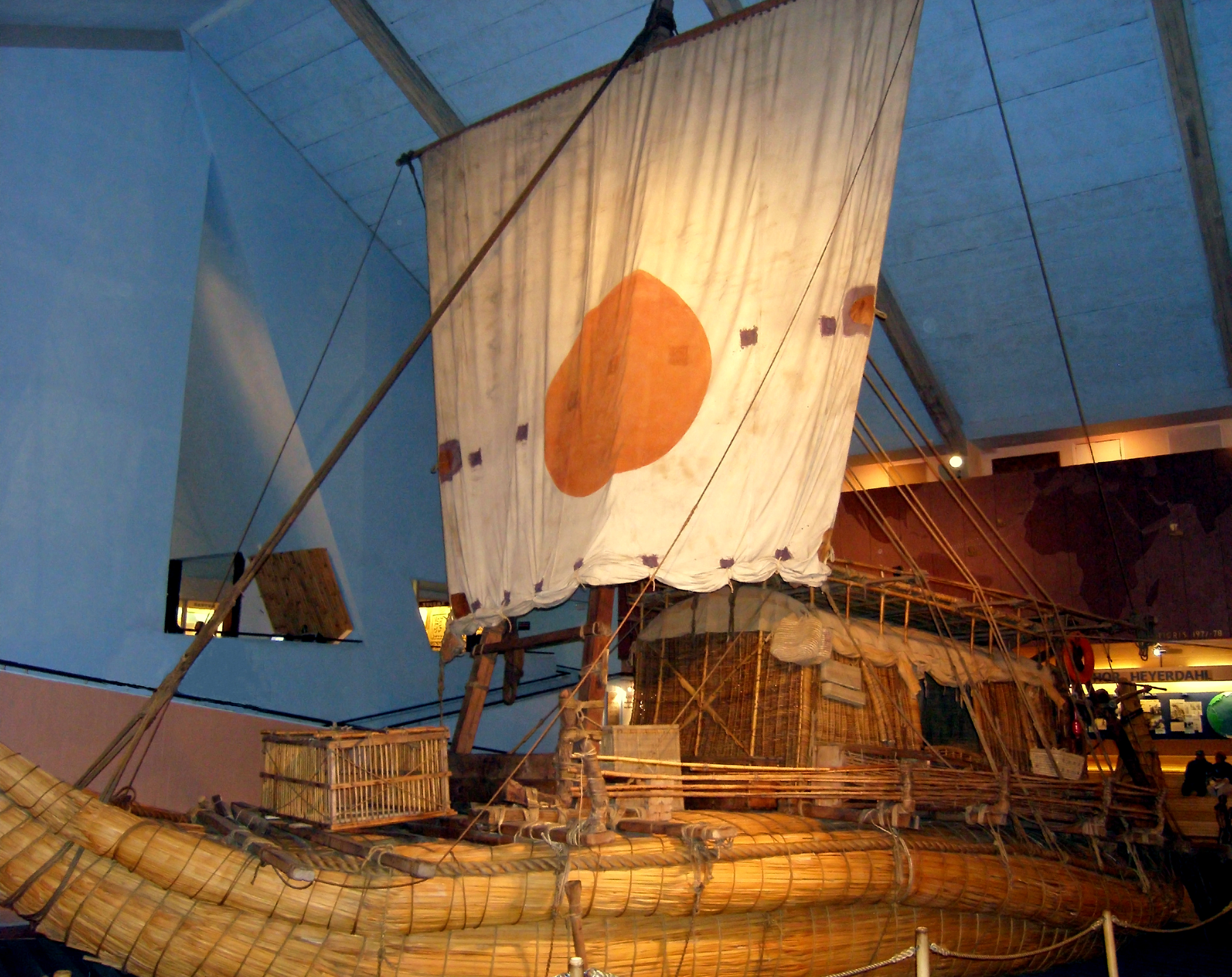
Heyerdahl voer met een vlot gebouwd met technieken uit de tijd van de Farao's naar Amerika. Zijn bevindingen worden door wetenschappers echter afgewezen.

De Noor Thor Heyerdahl heeft met verschillende expedities over o.a. de Atlantische Oceaan gebruikmakend van vlotten/schepen naar prehistorisch model (het bekendst is de Kon-Tiki) willen aantonen dat het rechtstreeks oversteken van een oceaan ook in prehistorische tijden een reële optie was. Hij stak met zijn vlot over van Peru naar Polynesië. De meeste archeologen nemen zijn bevindingen niet serieus.

### Verscheidene pseudowetenschappelijke theorieën
Verder is er nog een grote verzameling aan pseudowetenschappelijke theorieën. Zo beweert Erich von Däniken dat de eerste indianen beïnvloed zijn door buitenaardse wezens, en zijn er ook schrijvers die vast blijven houden aan Atlantis of aan een millennia-oude wereldwijde beschaving die door een wereldwijde vloed ten onder zou zijn gegaan. Ook zijn er verschillende nationalistische schrijvers die van mening zijn dat indianen eigenlijk Berbers of Hindoes zijn. Een groot probleem met dergelijke theorieën is naast gebrek aan bewijs vaak het feit dat de chronologie niet klopt: veel culturen die in zulke theorieën verondersteld worden Amerika gekoloniseerd te hebben zijn recenter dan de oudste vondsten in Amerika. Verder zijn ook de theorieën van de mormonen in deze context noemenswaardig.